# Tony Revolori
Anthony Quiñonez, mais conhecido como Tony Revolori (Anaheim, 28 de abril de 1996), é um ator norte-americano.

## Biografia
Nascido e criado em Anaheim, na Califórnia, possui descendência guatemalteca e é irmão mais novo do ator Mario Revolori. Seu pai, Mario Quiñonez, também foi ator na juventude.
Revolori é mais conhecido por interpretar o papel de Zero Moustafa no filme O Grande Hotel Budapeste. Também atuou em Spider-Man: Homecoming e Spider-Man: Far From Home como Flash Thompson.

## Filmografia

### Cinema
| Ano  | Título                    | Papel                |
| ---- | ------------------------- | -------------------- |
| 2004 | Nebraska                  | Garoto jovem         |
| 2008 | Smother                   | Waylon               |
| 2009 | The Perfect Game          | Fidel Ruiz           |
| 2009 | Spout                     | Twin Shaun           |
| 2014 | The Grand Budapest Hotel  | Zero Moustafa        |
| 2014 | Special Delivery          | Ramiro               |
| 2015 | Umrika                    | Lalu                 |
| 2015 | Dope: Um Deslize Perigoso | James "Jib" Caldones |
| 2016 | The 5th Wave              | Dumbo                |
| 2016 | Lowriders                 | Chuy Herrera         |
| 2017 | Take the 10               | Chester Tamborghini  |
| 2017 | Table 19                  | Renzo Eckberg        |
| 2017 | Spider-Man: Homecoming    | Flash Thompson       |
| 2017 | Please Stand By           | Nemo                 |
| 2018 | The Long Dumb Road        | Nathan               |
| 2019 | The Sound of Silence      | Samuel Diaz          |
| 2019 | Spider-Man: Far From Home | Flash Thompson       |
| 2020 | Run                       | Garoto do Brooklyn   |
| 2021 | Spider-Man: No Way Home   | Flash Thompson       |
| 2023 | Scream VI                 | Jason Carvey         |